# Curietemperaturen
Curietemperaturen (også kaldet Curiepunktet, og i fysik ofte betegnet TC) betegner den kritiske temperatur hvor et givet metal mister sit permanente magnetisme, og erstattes af induceret magnetisme. Curietemperaturen afhænger af hvilket metal der er tale om. Det kritiske punkt er opkaldt efter den franske fysiker Pierre Curie.
Over Curietemperaturen mister et ferromagnetisk stof sine ferromagnetiske egenskaber og går over til at blive paramagnetisk. Tilstandsændringen er et eksempel på en faseovergang.
Begrebet anvendes også om temperaturen, hvor et piezoelektrisk materiale mister sine piezoelektriske egenskaber, og hvor et ferroelektrisk materiale mister sine ferroelektriske egenskaber.
Som et eksempel er Curietemperaturen for jern omtrent 770 °C ≈ 1043 K.